# We Kick Corona
We Kick Corona (Eigenschreibweise: #WeKickCorona) ist eine Spendenaktion, die aus einer Initiative der Profifußballer Leon Goretzka und Joshua Kimmich, zu diesem Zeitpunkt Mannschaftskollegen beim FC Bayern München und in der deutschen Nationalmannschaft, im Zuge der COVID-19-Pandemie hervorging.

## Organisation
Um während der Krise rund um die Corona-Situation soziale und karitative Projekte mit Spendengeldern zu unterstützen, gaben Goretzka und Kimmich die Aktion mit einer gemeinsamen Spende von einer Million Euro am 20. März 2020 in einer Pressemitteilung bekannt. Infolgedessen schlossen sich auch andere aktive sowie ehemalige Profi-Sportler und bekannte Persönlichkeiten der Initiative an und riefen zu weiteren Spenden auf, darunter u. a. Mats Hummels, Kai Havertz, Hansi Flick, Felix Jaehn, Alexandra Popp, Dennis Schröder und Felix Neureuther.

„Das gesellschaftliche Leben, das gemeinsame Miteinander ist stark eingeschränkt. Gleichzeitig machen karitative Vereine und soziale Einrichtungen, medizinisches Personal und alle systemrelevanten Einrichtungen, die die Versorgungskette aufrechterhalten, in ganz Deutschland einen großartigen Job – weit über ihre personellen und wirtschaftlichen Kapazitätsgrenzen hinaus.“

Es kann online eingesehen werden, an welche Projekte die Spenden fließen. Laut Angaben auf der offiziellen Website sind bislang über 6,5 Millionen Euro durch etwa 4300 Spender zusammengekommen (Stand Januar 2024). Im Oktober 2020 zeichnete der Bayerische Sportminister Joachim Herrmann die Initiatoren mit dem Bayerischen Sportpreis in der Kategorie „beispielhaftes Engagement zur Bewältigung der Corona-Pandemie“ aus. Des Weiteren erhielten Goretzka und Kimmich den Fair Play Preis des deutschen Sports 2020, die DFB-Fair-Play-Medaille, sowie die Auszeichnung als Deutsche Fußball-Botschafter 2020.

## Kontroversen
Im Herbst 2021 geriet einer der Gründer der Aktion, Joshua Kimmich, in öffentliche Kritik, nachdem bekannt wurde, dass er sich als einer von mehreren Profifußballern der Bundesliga vorerst nicht gegen COVID-19 impfen lassen will. Kimmich gab als Begründung an, dass ihm Studien zu den Langzeitfolgen einer Impfung fehlten. In den Medien gab es Unverständnis zur Vereinbarkeit der Spendenaktion und des Verhaltens von Kimmich.